# Black Music
Black Music — ежемесячный журнал о соул, диско и реггей. Издавался с декабря 1973 года.

## Содержание и развитие журнала
Журнал публиковал статьи, чарты и обзоры альбомов и синглов.
После нескольких лет издания, журнал переименован в Black Music & Jazz Review.

## Авторы
Многие статьи и специальные выпуски о реггей были составлены Карлом Гейлом, сделавшим Black Music наиболее компетентным источником информации о реггей в начале 1970-х.